# Qabu Shamsiyah
Qabu Shamsiyeh (tiếng Ả Rập: قبو شمسية) là một ngôi làng Syria nằm ở phó huyện Masyaf ở huyện Masyaf, Hama. Theo Cục Thống kê Trung ương Syria (CBS), Qabu Shamsiyeh có dân số 345 người trong cuộc điều tra dân số năm 2004.